# جوزيت التمان بوربون
جوزيت التمان بوربون (بالإسبانية: Josette Altmann Borbón)‏ هي عالمة سياسة كوستاريكية، ولدت في 17 فبراير 1958 في سان خوسيه في كوستاريكا.